# ГАЗ-14
ГАЗ-14 «Чайка» — советский представительский легковой автомобиль большого класса, собиравшийся вручную на Горьковском автомобильном заводе с 1977 по 1988 год. Всего за 11 лет производства было изготовлено 1114 автомобилей ГАЗ-14.
ГАЗ-14 не продавался частным лицам и предназначался в качестве служебного транспорта министрам союзных республик, первым секретарям обкомов и крайкомов партии, директорам крупных стратегических предприятий, командующим войсками военных округов и т.д. Лимузины ГАЗ-14 могли использоваться для визитов и сопровождения правительственных кортежей с бронированными лимузинами ЗИЛ-4104.

## Описание
Для новой «Чайки» был модернизирован двигатель ГАЗ-13. Его мощность возросла с 195 до 220 л.с. за счёт установки двух карбюраторов, появилась электронная система зажигания, система охлаждения с антифризом, полнопоточная система смазки с односекционным маслонасосом и сменным фильтром взамен центрифуги и т.д. При этом автоматическая коробка передач планетарного типа осталась практически без изменений. 
ГАЗ‑14 получил переднюю шаровую подвеску (на ГАЗ-13 подвеска была шкворневой). Тормозная система с тремя усилителями выпускалась по лицензии фирмы «Girling» и имела передние вентилируемые дисковые тормоза. Стояночный тормоз имел тросовый привод от педали, за счёт чего в «Чайке» имеется три педали (стояночного тормоза, тормозной системы и акселератора). 
На ГАЗ-14 было множество современных технических решений. Например задние противотуманные фары, а также стеклоочистители, которые при выключении автоматически убирались под капот. 
Так как ГАЗ-14 предназначался для высшего партийного руководства, автомобиль отвечал всем требованиям безопасности того времени. В двери были вварены брусья безопасности, в салоне имелись инерционные трёхточечные ремни безопасности и мягкие материалы отделки. 
Примечательно, что комбинация приборов была идентична ГАЗ-3102, который будет запущен в производство лишь в 1982 году. 
Салон ГАЗ-14 был обит велюром с деревянными вставками. В салоне был предусмотрен кондиционер фирмы Denso, воздуховоды от которого располагались у задних пассажиров. Также была установлена аудиосистема «Радиотехника» с магнитофонной приставкой «Вильма» и дополнительным пультом управления, разработанная специально для ГАЗ-14.

Между передним и задним рядом сидений установлены два откидных сиденья для сотрудников охраны, поэтому на задних дверях имелось две ручки открывания. Была улучшена посадка пассажиров и водителя за счёт отсутствия выступающих порогов пола. 

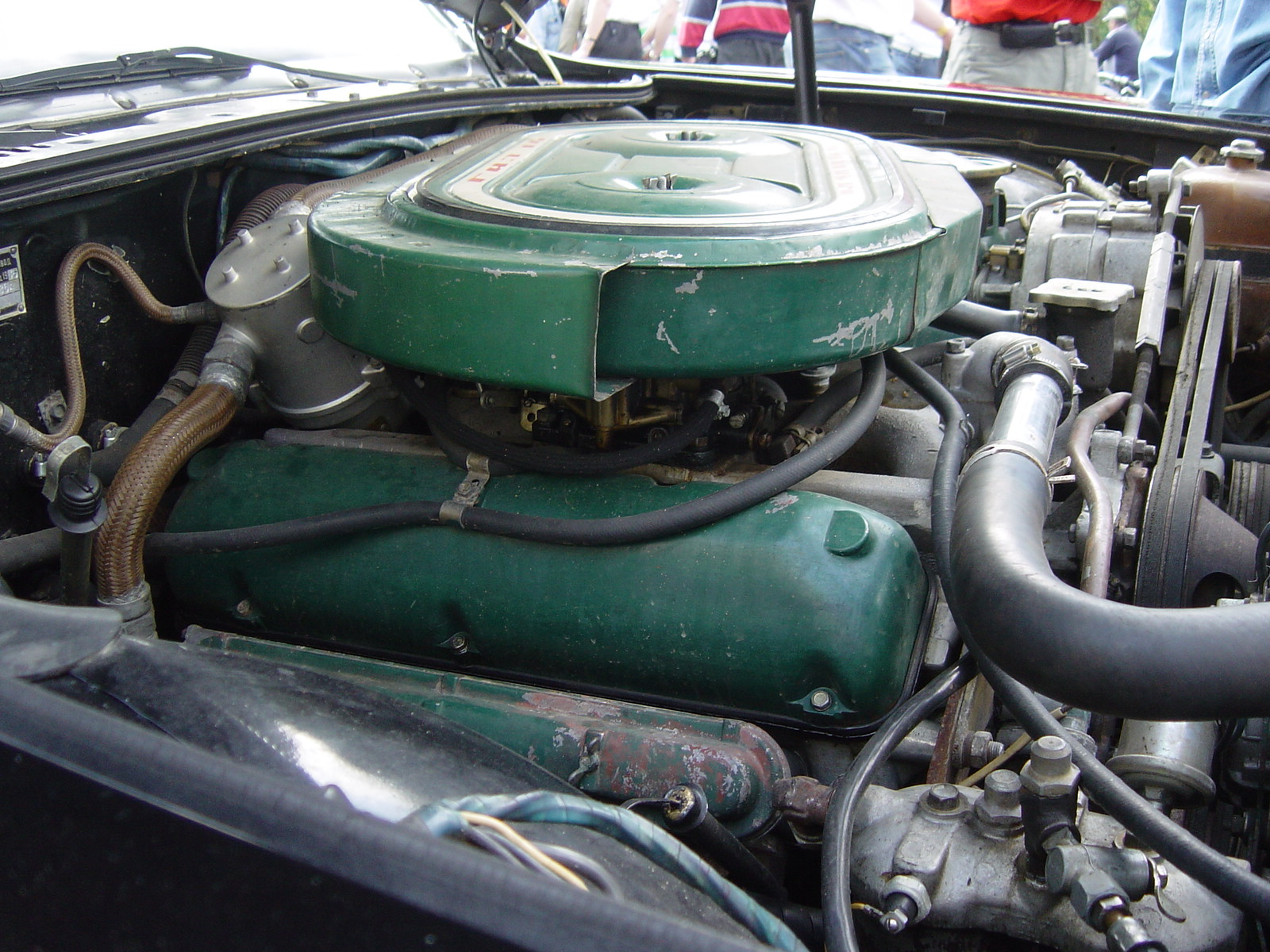
Двигатель ГАЗ-14
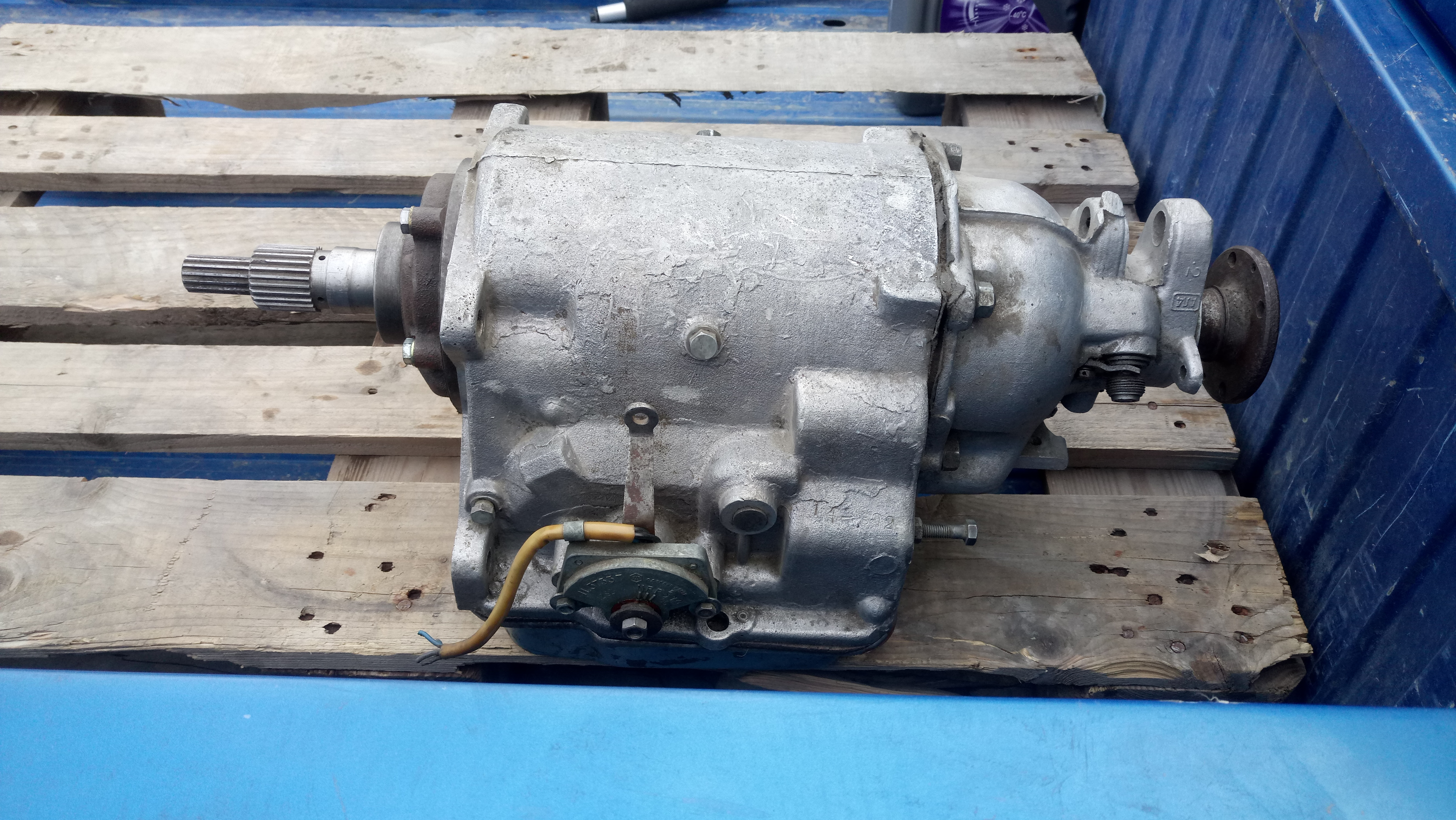
Коробка передач ГАЗ-14
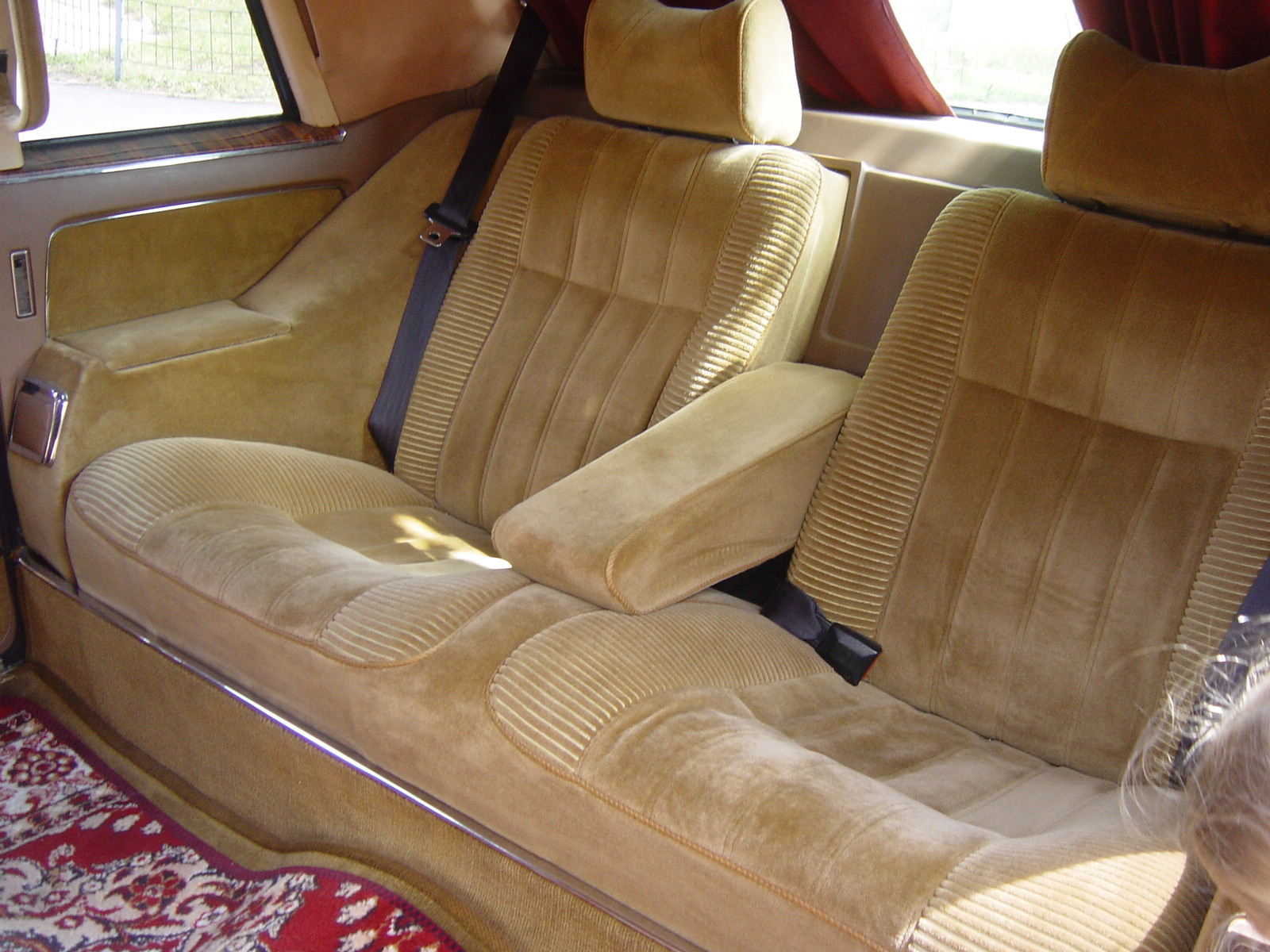
Задний ряд сидений
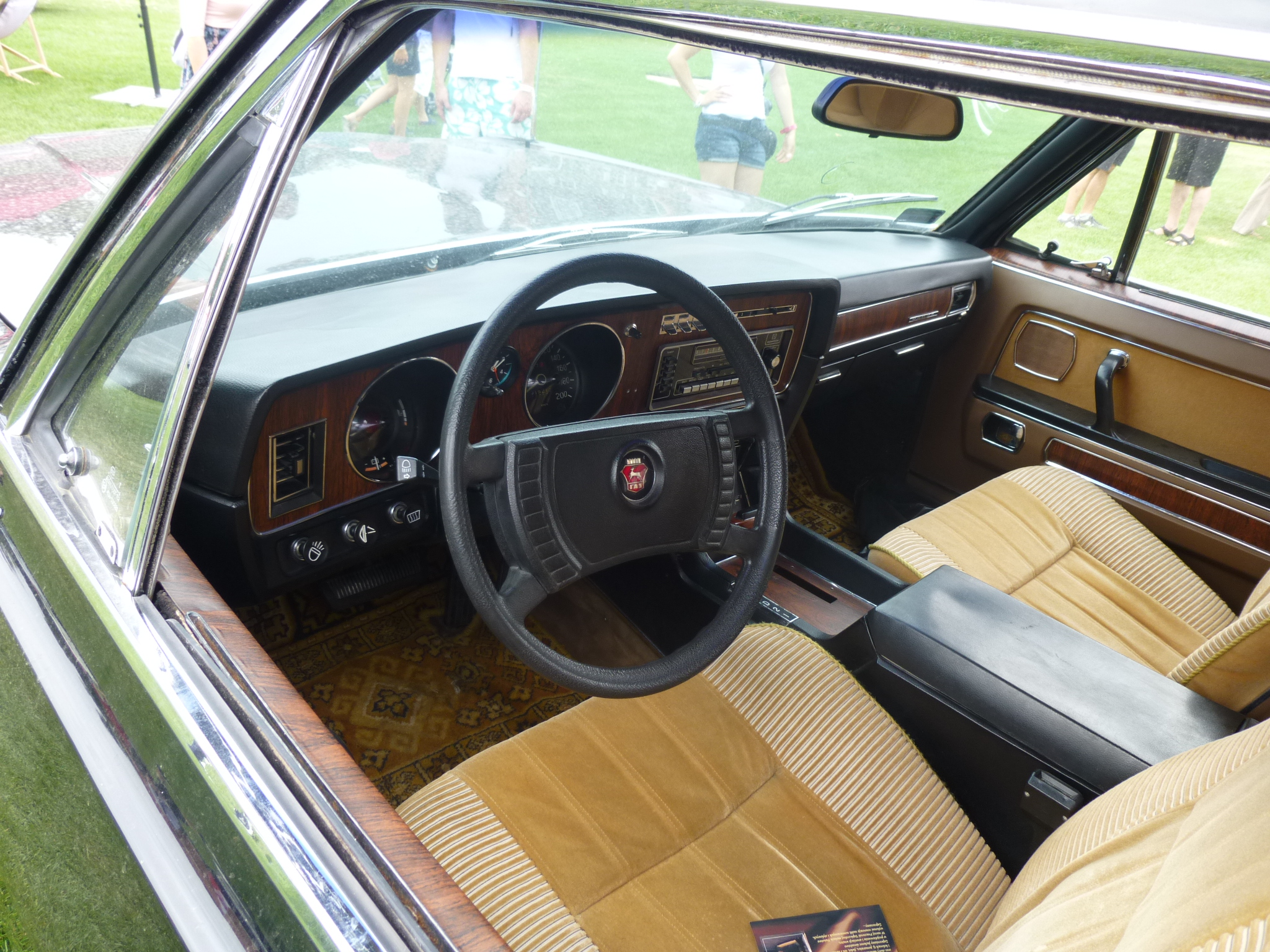
Рулевое колесо и панель приборов
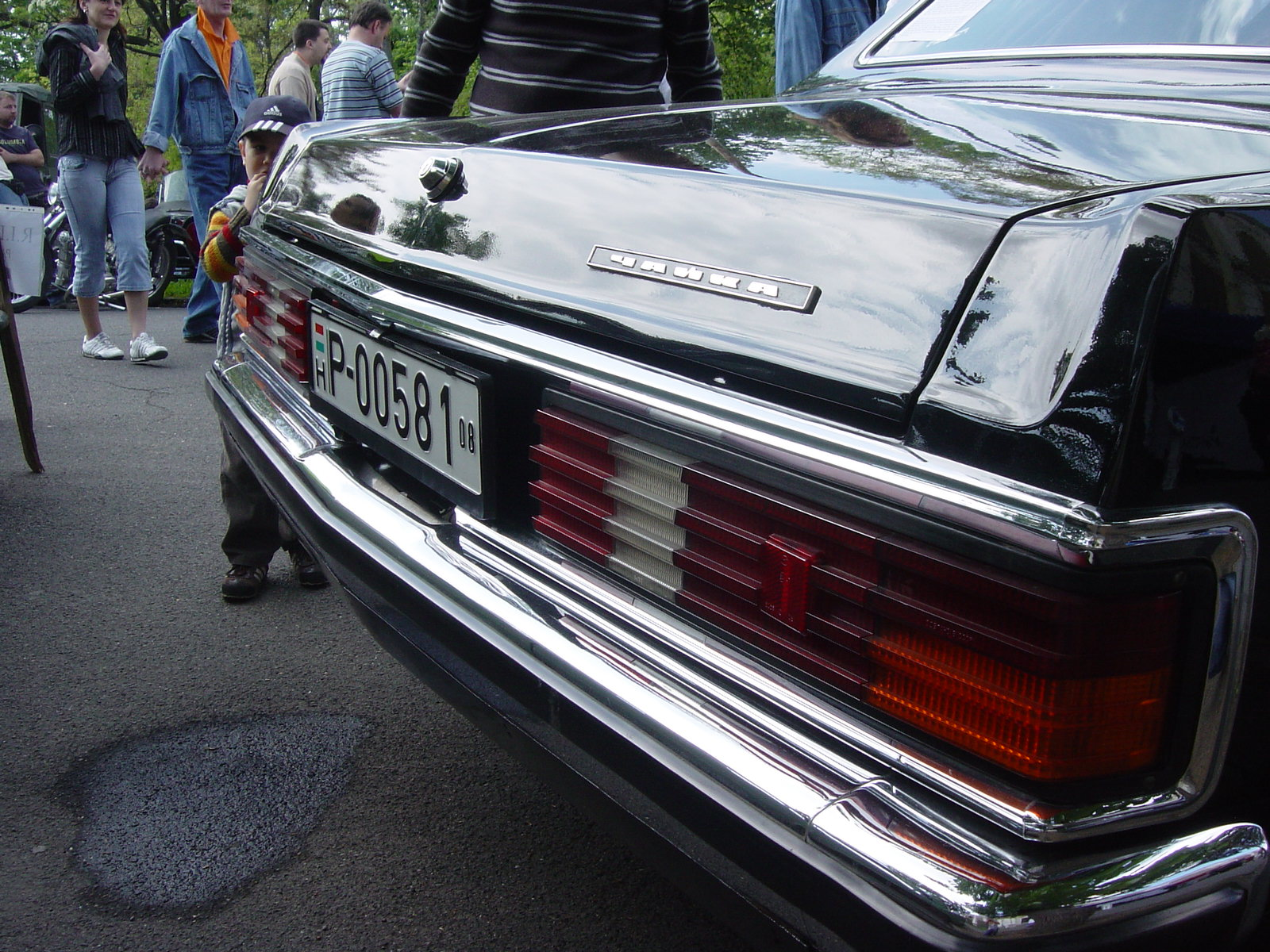
Фонари

## Разработка
Работы над созданием нового поколения «Чайки» начались в 1967 году под руководством А.Д. Просвирнина. Перед конструкторами стояла задача сделать полное обновление внешнего вида ГАЗ-13 с учётом современных тенденций, повышение комфорта и безопасности пассажиров, улучшение динамических показателей, надежности, долговечности и снижения стоимости обслуживания.   
За основу был взята Х-образная рама ГАЗ-13, на которую установили кузов с новым дизайном. Появившийся прототип, внешне схожий с Chrysler New Yorker 1967 года. Однако из-за старой компоновки агрегатов прототип имел грубый стилистический недостаток: при низкой крыше автомобиль имел достаточно высокий капот, что нарушало пропорции кузова.  

При формировании облика автомобиля нам предстояло решить две противоречивые задачи. Кузов должен был отвечать современным тенденциям развития внешних форм автомобиля, и в то же время нам хотелось избежать модных, броских решений, как правило, преходящих и потому неприемлемых для машины такого класса, внешние формы которой должны быть долговечными.— А.Д. Просвирнин — бывший главный конструктор ГАЗ
Для изменения пропорций кузова конструкторы полностью пересмотрели силовую структуру автомобиля, узлы и агрегаты. С 1970 года разработка передана под руководство В.Н. Носакова. В 1971 году был объявлен конкурс на лучший дизайн будущей «Чайки». По результатам конкурса была выбрана работа С. В. Волкова, выпускника Ленинградского художественного училища им. В.И. Мухиной. 
Дизайнерская идея Волкова отличалась глубокой проработанностью и сбалансированными пропорциями интерьера и экстерьера. Несмотря на некоторое сходство со многими американскими автомобилями такого класса (Cadillac, Lincoln, Chrysler), ГАЗ-14 являлся полностью советской разработкой. При этом передняя часть автомобиля имеет явное сходство с Opel Admiral B 1969-1976 годов выпуска, отличаясь четырьмя круглыми фарами вместо прямоугольных. Задняя часть автомобиля её светотехника, рулевое колесо и подрулевые переключатели и иные элементы дизайна стилистически и функционально повторяют седан Mercedes-Benz W123, выпускавшийся с 1976 года.
За 10 лет работы над машиной было создано семь прототипов ГАЗ‑14, в конструкцию и внешний вид которых постоянно вносились изменения. Ходовые качества прототипов проверялись на горных дорогах Кавказа и Крыма.

## Производство
Первый предсерийный экземпляр вишнёвого цвета (с номером кузова 000001) был собран в конце 1976 года в подарок к 70-летнему юбилею Л.И. Брежнева. В октябре 1977 году началась полноценная сборка ГАЗ‑14 в цеху ГАЗа по производству автомобилей малых серий (ПАМС) параллельно с ГАЗ-13 (до 1981 года). Все детали автомобиля закреплялись и подгонялись вручную. Кузов окрашивался специальной чёрной нитроэмалью, каждый слой наносился примерно 15 раз. 
В годы перестройки, на фоне начавшейся «борьбы с привилегиями», по указанию М.С. Горбачёва была прекращена сборка ГАЗ-14 «Чайка». Последний экземпляр ГАЗ-14 был изготовлен 24 декабря 1988 года, после чего на заводе уничтожили всю рабочую документацию и техническую оснастку для производства ГАЗ-14.

## Модификации

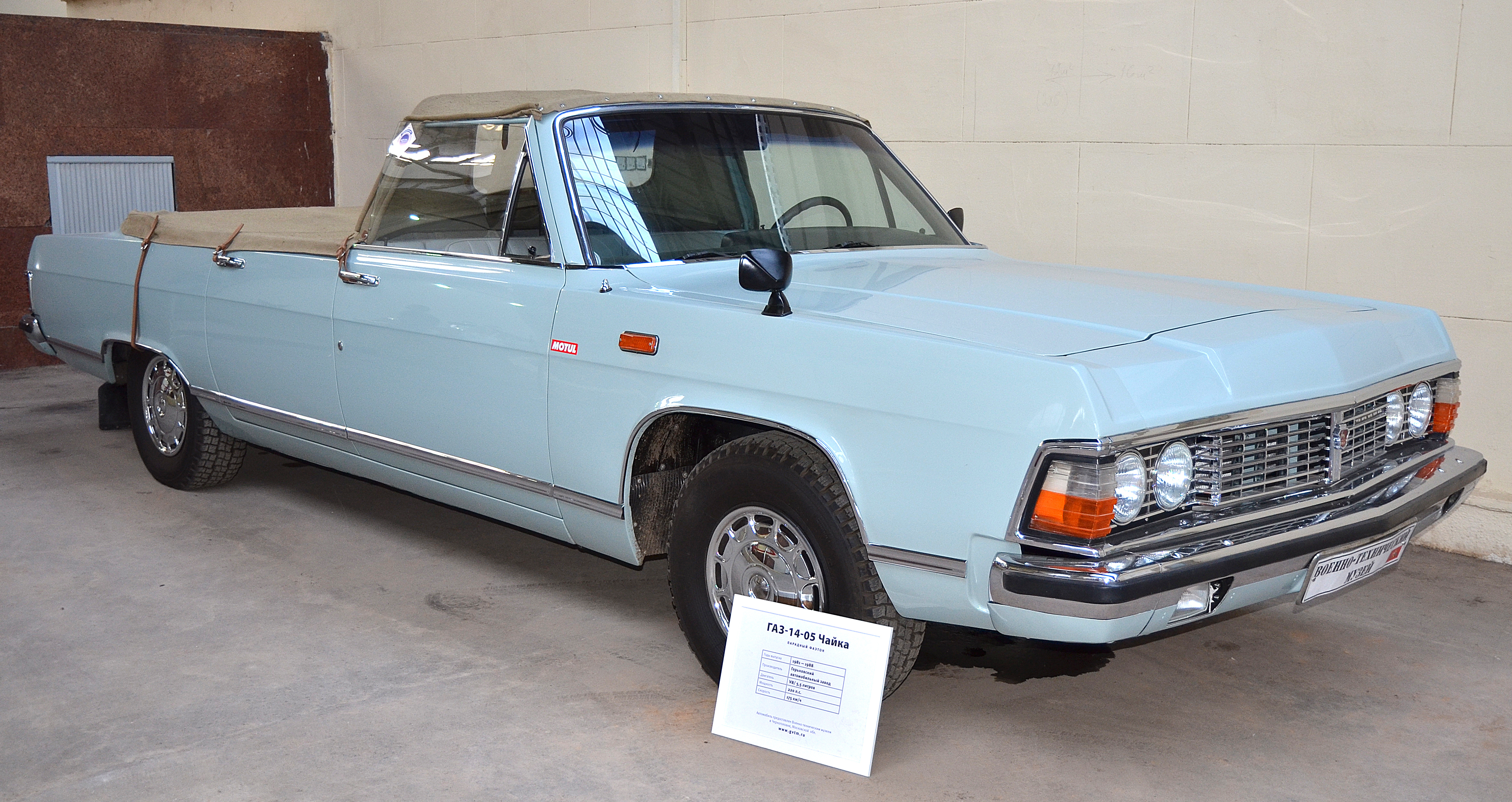
ГАЗ-РАФ-3920 — медицинский универсал с высокой крышей, созданный в 1983 году по заказу 4-го Главного управления при Министерстве здравоохранения. Уже готовые ГАЗ-14 были доработаны на РАФе медицинским оборудованием и носилками. Всего было создано пять экземпляров, один из которых, окрашенный в белый цвет, был отправлен на Кубу для Фиделя Кастро[1][8].
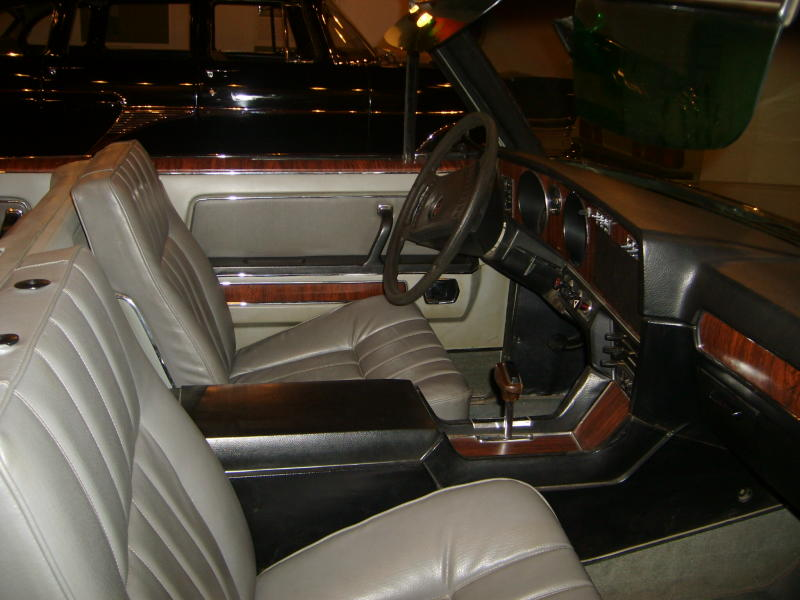
Кожаный салон фаэтона
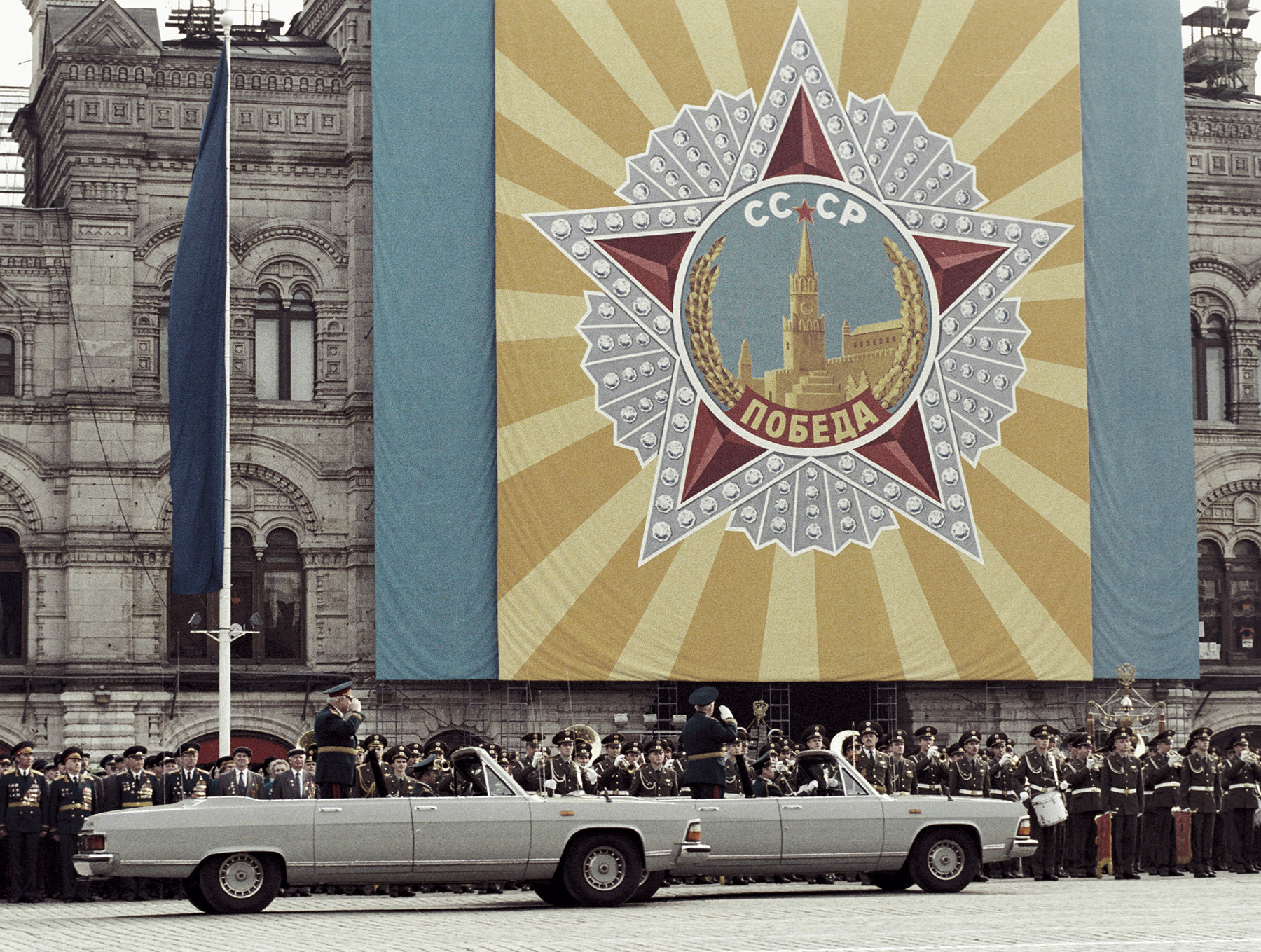
Генерал Говоров и маршал Куликов на фаэтонах ГАЗ-14-05 на Параде Победы в Москве. 1995 год
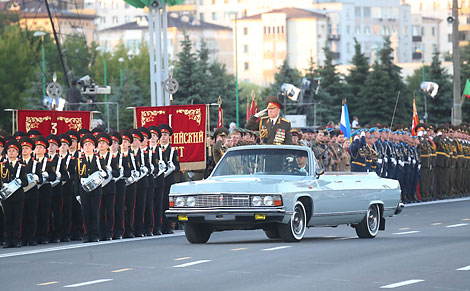
Министр обороны Жадобин на ГАЗ-14-05 на параде в честь Дня независимости в Минске. 2014 год

- ГАЗ-14-02 —  модернизация 1985 года[9]. Была изменена система охлаждения двигателя, сиденья и некоторые элементы интерьера.
- ГАЗ-14‑05 —  парадный фаэтон без поднимающегося тента и съёмной крыши, предназначавшийся для проведения военных парадов. Выпускался по заказу Министерства обороны СССР. С 1981 по 1988 г.г. было изготовлено 15 автомобилей ГАЗ-14-05[1].
- ГАЗ-14-07 —  вариант модернизации ГАЗ-14, на котором был установлен модернизированный двигатель на 485 л.с. с двумя советскими инжектором ИС-52 и задними дисковыми тормозами. Также были предусмотрены АКПП советской разработки, климатическая установка «Весна», сиденья с электрорегулировками, подогревом и памятью формы. В серию проект модернизации запущен не был[10].  - ГАЗ-14-05 «Чайка»
  - Кожаный салон фаэтона
  - Генерал Говоров и маршал Куликов на фаэтонах ГАЗ-14-05 на Параде Победы в Москве. 1995 год
  - Министр обороны Жадобин на ГАЗ-14-05 на параде в честь Дня независимости в Минске. 2014 год